# Sesia siningensis
Sesia siningensis is een vlinder uit de familie wespvlinders (Sesiidae), onderfamilie Sesiinae.
Sesia siningensis is voor het eerst wetenschappelijk beschreven door Hsu in 1981. De soort komt voor in het Palearctisch gebied.